# Pierre Frisano
Pour les articles homonymes, voir Frisano.
Pierre Frisano est un illustrateur et dessinateur de bande dessinée français, né le 7 janvier 1934 à Montfermeil et mort dans la même ville le 28 juillet 2013.
Il était le frère du dessinateur Jean Frisano (1927-1987).

## Biographie
Il débute après la guerre en illustrant les couvertures d'Amok et Alain la Foudre, chez Sagédition.
Dans les années 1950, il réalise les couvertures des magazines féminins Nous Deux et Intimité. Il publie des strips dans Paris Jour.
Il réalise de nombreux albums sur des scénarios de Raymond Maric (les séries Courtisanes, Relations publiques).
Le travail de Pierre Frisano se caractérise par une grande qualité formelle du dessin, réaliste et classique. Il est particulièrement mis en valeur par sa coloriste habituelle, Marie-Paule Alluard.

## Albums
- San Ku Kai (scénario et dessin), Dargaud, 1980 - adaptation de la série TV éponyme
- Osmoy : Sébastien, les chemins de la vie, scénario Jean-Paul Tibéri, Loubatières, 1986
- Otello, scénario Raymond Maric d'après l'opéra homonyme de Verdi, RTL édition, 1986
- Jacquou le Croquant, scénario Marie-Noëlle Pichard d'après Eugène Le Roy, Bayard Jeunesse, 1988
- Sans famille, scénario Raymond Maric d'après Hector Malot, Bayard, 1991
- Les Chercheurs de Dieu, tome 3, scénario Thierry Lescuyer, Centurion puis Bayard Jeunesse, 1994
- Courtisanes, scénario Raymond Maric, Glénat, 4 tomes :
  - Tout ce sang pour Eva, 1996
  - Des barricades pour Eva, 1997
  - Une palette pour Eva, 1998
  - Un clipper pour Eva, 1999
- Aïda, , scénario Raymond Maric d'après l'opéra homonyme de Giuseppe Verdi, Theloma, 2006
- Fantômas